# Władysław Kozakiewicz
Władysław Kozakiewicz (* 8. Dezember 1953 in Šalčininkai) ist ein ehemaliger polnischer und später deutscher Leichtathlet. Er gewann 1980 mit Weltrekord die olympische Goldmedaille im Stabhochsprung.

## Karrierebeginn
Der Stabhochspringer Kozakiewicz stammt aus einer polnischen Familie in Litauen, die erst nach der Zeit des Stalinismus nach Polen kam. 1973 sprang er erstmals polnischen Landesrekord mit 5,32 m. Seinen ersten internationalen Wettbewerb schloss er bei den Europameisterschaften 1974 in Rom mit 5,35 m ab und gewann die Silbermedaille hinter Wladimir Kischkun. Mit seinen Leistungen ging es stetig bergauf. 1975 gelang ihm ein Europarekord mit 5,60 m und so zählte er bei den Olympischen Spielen 1976 in Montréal zu den Mitfavoriten. Er flog jedoch bereits verletzt nach Kanada und wurde nur Elfter. Sein Landsmann Tadeusz Ślusarski wurde in diesem Wettbewerb jedoch Olympiasieger und so ging Polen nicht leer aus. Bei den Europameisterschaften 1978 in Prag wurde er Vierter. Außerdem gewann er noch 1977 und 1979 bei den Halleneuropameisterschaften. Sein wichtigster Wettkampf sollte jedoch bei den Olympischen Spielen 1980 in Moskau folgen, der ihn weltberühmt machte.

## Olympische Spiele 1980 in Moskau
Im Juni 1980 stellte Kozakiewicz mit 5,72 m einen neuen Weltrekord auf, der nur wenig später im gleichen Monat von Thierry Vigneron aus Frankreich auf 5,75 m verbessert wurde. Seine stärksten Gegner im Wettkampf von Moskau waren jedoch sein Landsmann Ślusarski als Titelverteidiger und der Russe Konstantin Wolkow aus der Sowjetunion.
Am 30. Juli 1980 kam es dann zu einem der faszinierendsten Wettkämpfe in der Geschichte des Stabhochsprungs. Während des gesamten Wettkampfes, der mehr als vier Stunden dauerte, versuchte das sowjetische Publikum im Stadion die beiden Polen mit unfairen Skandierungen, Pfiffen und Buhrufen bei jedem Sprung aus der Ruhe zu bringen, um ihrem Landsmann den Olympiasieg zu ermöglichen. Zum Schluss hatten alle drei 5,65 m übersprungen, und Kozakiewicz meisterte als einziger die 5,70 m. Danach ließ er sich die Weltrekordhöhe von 5,78 m auflegen und revanchierte sich nach seinem gelungenen zweiten Versuch beim Publikum mit der bis heute in Polen bekannten Kozakiewicz-Geste (polnisch: gest Kozakiewicza). Er richtete seine rechte Faust in Richtung Publikum und schlug sich mit der linken Hand auf den Oberarm. Das Bild von Kozakiewicz ging danach um die Welt. Nur die sowjetische und polnische Presse zeigte dies nicht. In Polen wurde er dann auch 1980 zum Sportler des Jahres gewählt, was ein weiteres Zeichen der gewonnenen Freiheit war.

## Die Zeit nach 1980
Im polnischen Leichtathletikverband hatte Kozakiewicz danach jedoch Probleme. An seine Leistung von 5,78 m kam er nicht wieder heran. Vor den Olympischen Spielen 1984 in Los Angeles war er zwar in ausgezeichneter Form und wäre der Olympiaboykott Polens nicht gewesen, hätte er eine weitere olympische Medaille gewinnen können. Statt in die USA als einer der populärsten Sportler des Ostblocks zu reisen, was sicher einiges an Aufsehen erregt hätte, musste er mit der polnischen Mannschaft erneut zu Wettkämpfen in die UdSSR reisen. Nach den Olympischen Spielen traten die sozialistischen Sportler wieder auf Meetings in Westeuropa an, doch Kozakiewicz wurde nach nur zwei Wettkämpfen nach Hause beordert, was schließlich ausschlaggebend war für seinen Entschluss, Polen zu verlassen.

## Emigration
1985 emigrierte Kozakiewicz in die Bundesrepublik Deutschland. Er nahm die deutsche Staatsbürgerschaft an und startete bei einigen Wettkämpfen für die deutsche Leichtathletiknationalmannschaft, jedoch ohne größere internationale Erfolge. Er hielt jedoch für einige Zeit mit 5,70 m den deutschen Rekord und war 1986 bis 1988 Deutscher Meister. In Deutschland startete er für den TK Hannover. Bei einer Körpergröße von 1,87 m betrug sein Wettkampfgewicht 86 kg.
Nach Beendigung seiner aktiven Laufbahn arbeitet er als Stabhochsprungtrainer. Auch politisch war er nach der Wende in den 1990er Jahren aktiv, zwar lebte er weiter in Deutschland, nahm jedoch ein Stadtratsamt in Gdynia an, wo er sich um die Sportbelange der Stadt kümmerte.

## Medaillen
- Gold – Olympische Spiele 1980
- Silber – Europameisterschaften 1974
- Gold – Halleneuropameisterschaften 1977 und 1979
- Bronze – Halleneuropameisterschaften 1975 und 1982

## Meistertitel
- Polnischer Meister: 1973, 1976, 1977, 1978, 1979, 1981, 1984
- Deutscher Meister: 1986, 1987, 1988